# Rugbrød
Rugbrød er i Danmark betegnelsen for brød fremstillet af groft eller halvsigtet rugmel.

## Bagning af rugbrød
Ved æltning af rugmelet med vand, salt og hævemiddel (gær eller surdej) fremstilles en meget stiv dej, der hæver fra en time til mere end et døgn (alt efter brødtype), og derefter puttes i forme af passende størrelse og vægt. 
Bagetiden for rugbrød er ret lang sammenlignet med andre brødformer, og kan være fra 3 til 24 timer afhængig af brød-typen. Rugbrød indeholder typisk mindre fedt end andre brødformer, blandt andet fordi der ikke bruges olie i fremstillingen af brødet. Fremstillingen af rugbrød i Danmark foregik tidligere primært på store fabrikker, men nye ovntyper har ført til en spredning af produktionen til mange små producenter, samtidig med at stadig flere vælger at bage brødet selv.[kilde mangler]

## Ingredienser
En rugbrødsdej er en kompleks blanding af relativt få ingredienser, sammenlignet med andre deje. Den basale rugbrødsdej består af rugmel, syre, salt, vand og gær. Ofte tilsættes sirup for at give glukose og farve. Syren kan komme fra en surdej eller tilsættes i form af mælkesyre, citronsyre eller eddike. I nogle opskrifter anvendes opblødte rugkerner, hvedemel og frø, herunder hørfrø solsikkekerner og chiafrø. I industrien kan der desuden tilsættes emulgatorer, bageenzymer, farvestoffer mm. .    

### Rugmel
Rugmelet danner basen for rugbrødet og udgør majoriteten af de tørre ingredienser.  Melet bidrager med stivelse, protein og kostfibre, primært i form af pentosaner . Sammensætningen af et typisk rugmel fremgår af tabellen herunder, der kan dog forekomme variationer afhængig af sort, høstbetingelser mm. .
| Gruppe                | Vægtprocent |
| Vand                  | 13,7        |
| Protein               | 9,5         |
| Lipid                 | 1,7         |
| Tilgængelig kulhydrat | 60,7        |
| Kostfibre             | 13,2        |
| Mineraler             | 1,9         |

### Surdej
Surdej er en opslæmning af rugmel og vand, indeholdende en række levende mikroorganismer, særligt gær og mælkesyrebakterier. Surdejen er en vigtig komponent i rugbrødsproduktionen. Foruden at tilføje aroma og farve reducerer den lave pH α-amylaseaktivitet, og muliggør herved anvendelsen af mel med lavere faldtal end ellers. Samtidig forøges opløseligheden af pentosaner i forhold til brød uden surdej. Den forhøjede vandbindingsevne medfører en forøget stivelsesforklistring, da pentosanernes vandbindingsevne reduceres under bagningen. Det frigivne vand optages herefter af stivelsen der forklistrer . 

### Salt
Salt tilsættes rugbrødsdejen for at give smag og konsistens, samt for at regulere enzym- og gæraktivitet . Traditionelt udgør salt 1,2-1,8% af tørstofmængden i et rugbrød , men introduktionen af nøglehulsmærket har medført et stigende antal produkter med et saltindhold på eller under 1,0% af brødets samlede vægt. Er saltindholdet < 0,6% bliver brødet smuldrende og smagen flad. Er saltindholdet > 2% forøges brødets skærbarhed, men det smager for salt. Desuden hæmmes gærens kuldioxidproduktion, så der skal tilsættes mere gær, hvilket føre til en kraftigere gæraroma. Salt kan også anvendes til at justere aktiviteten af α-amylase og pentosanaserne da saltkoncentrationer over 1,2% virker hæmmende .

## Sundhed
Fødevarestyrelsen anbefaler et dagligt indtag af rugbrød på 1-2 skiver, for at sikre det anbefalede daglige indtag af fuldkorn på 75g. I gennemsnit spiser en dansker 63g fuldkorn om dagen . Det traditionelle rugbrød er lavet på fuldkornsrugmel, men nyere brød kan indeholde en delmængde halvsigte, rugsigte, hvedemel mm. . I modsætning til hvedemel er fuldkornsrugmel rig på kostfibre. Kostfiber fra rug, særligt arabinoxylaner og β-glukaner, bidrager til at øge digesta-viskositeten i tyndtarmen. Herved retarderes glukose- og kolesterolabsorption samt reabsorption af galdesyrer hvilket medfører en reduktion af plasmakolesterol og postprandiale glukose-niveauer, der er de potentielle risikofaktorer for udvikling af kardiovaskulære sygdomme og diabetes . Flere studier har påvist at kostfibre fra rug sænker det totale plasma- og lever-kolesterol i hamstere bedre end fibre fra havre eller byg .

## Historie
Rug (Secale cereale) stammer oprindeligt fra Tyrkiet, hvor kornsorten optrådte i hvedemarker omkring 8.000 f.Kr. Rugen blev efterfølgende dyrket separat, og kom til Norden via handel, hvor den har været dyrket mindst 1.000 år . Rugen udkonkurrerede hvede i store dele af Norden og det nordlige Tyskland, grundet sit højere udbytte og lavere forbrug af gødning, og etablerede sig derved som en almen spise for bønder og almene borgere . På verdensplan produceres 14,6 mio. ton rug, hvoraf 384.000 ton dyrkes i Danmark i 2012 . Majoriteten anvendes som foder i husdyrproduktionen . Den resterende rug anvendes i en række fødevarer, herunder til brygning af øl, vodka og whisky, men langt størstedelen anvendes til bagning af især rugbrød. 
Det traditionelle rugbrød er kompakt, tætporet, og syrligt. Brødet har et vandindhold omkring 35% og har en sandet mundfølelse. Rugbrødet er lavet på fuldkornsrugmel og indeholder derfor omkring 10% kostfibre. I 80’erne kom en ny type rugbrød på markedet, som respons på et faldende salg af rugbrød. Den teknologiske udvikling i bageindustrien medførte at det blev muligt at sprøjte dejen ud i forme, frem for at rulle den. Dette muliggjorde kommerciel produktion af rugbrød med et vandindhold på op til 50%. Det høje vandindhold medfører en forøget stivelsesforklistring, hvilket giver et mere elastisk og mindre sandet brød . Som følge heraf faldt kostfiberindholdet til 8-9%. Flere af denne type rugbrød er stadigvæk i produktion i dag, herunder Herkules og Viking fra Kohberg og Skovmand, Kondi Karl og Glücksburger fra Schulstad .
Det traditionelle danske rugbrød adskiller sig fra svensk og tysk rugbrød ved hhv. at være mindre sødt og mindre mørkt. De fleste andre folkeslag finder at rugbrødet er for surt, for hårdt, eller simpelthen for utiltrækkende, hvilket er en væsentlig årsag til den begrænsede udbredelse uden for Danmark, og der tales tilmed om en såkaldt rugbrødsgrænse.[kilde mangler]